# Partido da Solução Democrática do Curdistão
O Partido da Solução Democrática do Curdistão (em curdo:  Partî Çareserî Dîmukratî Kurdistan, PÇDK) é um partido político ativo na região do Curdistão, fundado em 2002. Como membro da União das Comunidades do Curdistão, é visto como o ramo curdo do Partido dos Trabalhadores do Curdistão no Iraque.